# 路易吉·卢扎蒂
路易吉·卢扎蒂（義大利語：Luigi Luzzatti，1841年3月11日—1927年3月29日），是意大利王国时期的法学家、经济学家、哲学家和历史右派政治家。卢扎蒂曾在1910年至1911年期间担任意大利总理，他在任内提倡宗教宽容，并致力于进行社会改革为工人阶级提供教育和财政援助。